# Asperen
Asperen é uma cidade pertencente ao município de Lingewaal, na província de Guéldria, nos Países Baixos, e está situada a 10 km ao leste de Gorinchem, perto do rio Linge. Asperen foi reconhecida como cidade em 1313.
Em 2001, a cidade tinha 3.060 habitantes e sua área urbana possuía 1.087 residências em 0.72 km².